# John Neumeier
Pour les articles homonymes, voir Neumeier.
John Neumeier, né le 24 février 1939 (ou 1942) à Milwaukee dans le Wisconsin, est un danseur, chorégraphe et directeur de ballet américain. Il a été directeur du Ballet de Hambourg de 1973 à 2024.

## Biographie

### Études et formation
John Neumeier commence sa formation dans sa ville natale, à l'Université Marquette sous la direction de Sheila Reilly, puis à Chicago avec Bentley Stone et Walter Camryn, avant de terminer ses études à la Royal Ballet School de Londres sous la houlette de Vera Volkova et enfin à Copenhague.
Il est engagé par la Sybel Shearer Company de Chicago dont il se sépare en 1963 pour suivre John Cranko, célèbre rénovateur du ballet romantique, à Stuttgart. Il est remarqué par Marcia Haydée, danseuse étoile de Cranko qui le fait engager au sein de la compagnie.

### Danseur et chorégraphe du ballet de Stuttgart
John Neumeier s'illustre rapidement par les chorégraphies qu'il crée pour les matinées de la Société Noverre à partir de 1966. Soutenu par John Cranko, il est promu soliste et signe son premier spectacle de danse pour le ballet de Stuttgart, .

### Directeur des ballets de Francfort et de Hambourg
Avec ses succès, il devient le directeur de ballet et le principal chorégraphe de la compagnie en 1969 avant de devenir le maître de ballet et le chorégraphe de l'Opéra d'État de Hambourg le 16 août 1973. Il fait de cette institution, qu'il réorganise complètement, l'un des meilleurs au monde. En 1978, John Neumeier crée l'École de danse du Ballet de Hambourg. Depuis 1996, il  porte le titre de « Ballettintendant ».
En 2024, il quitte la direction du Ballet de Hambourg, son successeur étant Demis Volpi. Ses chorégraphies restent au coeur du répertoire de la troupe, et il continue à créer des ballets et à superviser les reprises de ses chorégraphies, à Hambourg et auprès de  grandes compagnies internationales.
John Neumeier reçoit le tout premier prix Benois de la danse du meilleur chorégraphe en 1992 ainsi que le premier Prix de Lausanne récompensant « l'ensemble d'une œuvre » en 2017.
Il a été membre du jury du Prix Benois de la danse en 2012.

## Style

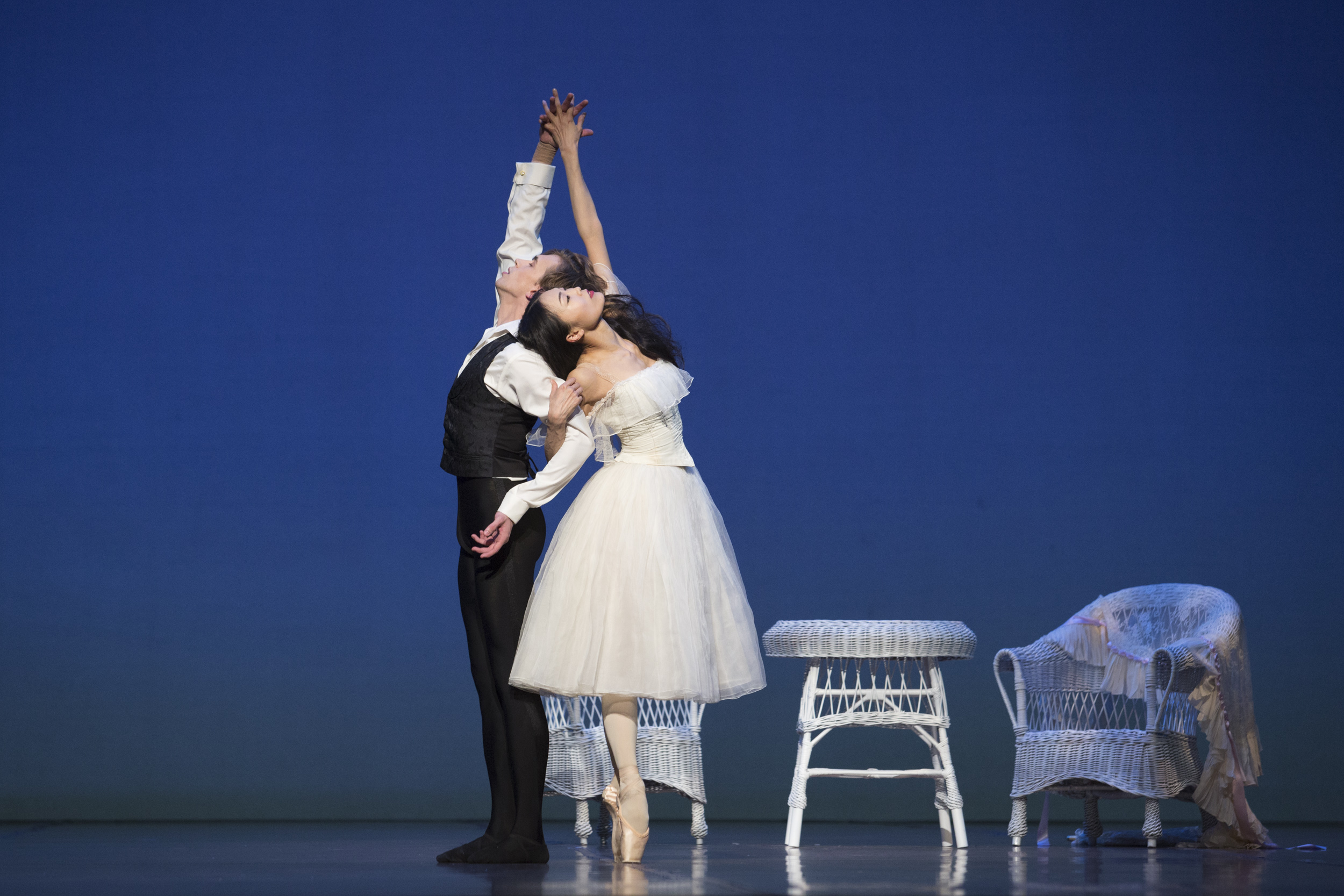
La Dame aux camélias, dansé par Yuka Ebihara et Patryk Walczak en 2018.

Auteur d'une centaine de ballets, John Neumeier a de nombreux centres d'intérêt. Il puise son inspiration littéraire et philosophique aussi bien dans la musique que dans la littérature. Bach et surtout Mahler, dont il est un fervent admirateur (Neumeier a chorégraphié toutes les symphonies de ce dernier à l'exception de la 2e, Résurrection), pour la première, Shakespeare pour la seconde sont ses auteurs de prédilection. Ses ballets sont de forme plutôt classique et souvent narratifs. Ils se distinguent en cela de ceux en vogue à cette époque (Jiří Kylián, George Balanchine, Jerome Robbins) en conservant la tradition tout en renouvelant le répertoire. Leur côté narratif rend la tâche ardue. « vous ne pouvez pas inventer un pas de danse relatant ce que l'on a fait hier ou ce que l'on fera demain » se plait-il à dire. John Neumeier s'appuie alors sur les gestes expressifs des danseurs, leur personnalité et leur virtuosité technique. Par ailleurs, son instinct développé de dramaturge le pousse à accentuer la palette des émotions tout en explorant les profondeurs de la nature humaine.

## Chorégraphies
- 1971 : Roméo et Juliette
- 1972 : Daphné et Chloé
- 1972 : Le Sacre du printemps
- 1975 : Troisième Symphonie de Gustav Mahler
- 1976 : Illusions sur « Le Lac des cygnes »
- 1977 : Quatrième Symphonie de Gustav Mahler pour The Royal Ballet
- 1977 : La Légende de Joseph
- 1977 : Songe d'une nuit d'été
- 1978 : La Belle au bois dormant
- 1978 : La Dame aux camélias pour le Ballet de Stuttgart et/avec Marcia Haydée dans le rôle-titre, musiques pour piano et orchestre de Chopin.
- 1978 : West Side Story
- 1979 : Don Quichotte
- 1979 : Vaslaw
- 1980 : Première et Dixième Symphonie de Gustav Mahler « Lieb' und Leid und Welt und Traum » pour le Ballet du XXe siècle
- 1981 : La Passion selon Saint-Matthieu
- 1982 : La Légende du roi Arthur
- 1982 : Pétrouchka
- 1983 : Un tramway nommé Désir
- 1984 : Cinquième Symphonie de Gustav Mahler
- 1984 : Sixième Symphonie de Gustav Mahler
- 1985 : Comme il vous plaira
- 1985 : Othello
- 1987 : Magnificat pour le Ballet de l'Opéra de Paris
- 1989 : Peer Gynt
- 1991 : Mozart « Requiem »
- 1992 : A Cinderella Story
- 1993 : Casse-Noisette
- 1994 : Neuvième Symphonie de Gustav Mahler « Zwischenräume »
- 1994 : Ondine
- 1995 : L'Odyssée
- 1996 : Vivaldi ou la Nuit des rois
- 1996 : Yondering
- 1997 : Hamlet
- 1997 : Sylvia ou la Nymphe de Diane adaptation du ballet initial, musique de Léo Delibes
- 1999 : Haendel « Le Messie »
- 2000 : Nijinski
- 2001 : Sounds of Empty Pages pour le Ballet du Théâtre Mariinsky dédié à Alfred Schnittke
- 2002 : La Mouette
- 2003 : Mort à Venise
- 2005 : La Petite Sirène (ballet libre adaptation du conte d'Andersen, pour le Ballet royal danois
- 1994 : Septième Symphonie de Gustav Mahler « Nachtswanderung »
- 2006 : Parzival - épisodes et échos
- 2009 : Le Pavillon d'Armide
- 2009 : Orphée
- 2011 : Liliom
- 2015 : Le Chant de la terre de Gustav Mahler pour le Ballet de l'Opéra de Paris
- 2018 : La Dame aux camélias

## Prix et distinctions

### Prix
- Dance Magazine Award 1983
- Prix de la danse allemand (Deutscher Tanzpreis) 1988
- Prix Diaghilev 1988
- Prix Benois de la danse 1992 pour le meilleur chorégraphe
- Citoyen d'honneur de Hambourg 2006
- Prix musical Herbert von Karajan 2007
- Prix de Kyoto des arts et de la philosophie 2015 pour l'ensemble de sa carrière[11],[12]
- Prix Benois de la danse 2016 pour « l'ensemble de son œuvre »
- Prix de Lausanne 2017 pour « l'ensemble de son œuvre »

### Distinctions
- Membre de l'Académie des arts de Berlin (1978)[13]
- Docteur honoris causa ès arts de l'Université de Milwaukee (1987)
- Chevalier de l'ordre de Dannebrog (1988)
- Chevalier de la Légion d'honneur (2003)
- Citoyen de l'année 2006 de la ville de Hambourg (2006)
- Commandeur de l'ordre du Mérite de la République fédérale d'Allemagne (Großes Verdienstkreuz) (2011)